# 天神屋
天神屋（てんじんや）は、静岡県静岡市駿河区曲金五丁目に本社を置く、日本の弁当・惣菜販売のチェーン店。静岡県内のみに店舗展開している。

## 社歴概要
- 1954年以前から静岡市伝馬町（現在の静岡市葵区伝馬町）でひな人形店 天神屋を営む
- 1954年（昭和29年）11月 人形店経営の傍ら、まかないで作っていた「とりめしむすび」や「おでん」が評判になり、惣菜店 天神屋を同所に創業。雛人形店から惣菜店に鞍替えしている。とりめしむすび、赤飯むすび、いなり寿司、のり巻き、おでんなどを販売。
- 1959年（昭和34年）地元スーパーへの卸販売を開始。
- 1961年（昭和36年）両替町店出店
- 1963年（昭和38年）清水七ツ新屋店出店
- 1964年（昭和39年）清水銀座店出店
- 1967年（昭和42年）沼津市に工場建設
- 1971年（昭和46年）清水工場新設、浜松工場新設
- 1972年（昭和47年）藤枝工場新設
- 1974年（昭和49年）富士工場新設
- 1975年（昭和50年）8月 静岡市曲金5丁目に静岡工場を新設、本社を静岡工場内に移転。車社会に合わせ郊外型の駐車場完備の店舗を展開
- 1976年（昭和51年）5月 三島工場新設。社内にマイコン課設立。製造から販売までコンピューター管理システムを開発。
- 1982年（昭和57年）5月 和風レストラン1号店 富士田島店オープン
- 1984年（昭和59年）7月 和風レストラン曲金本店オープン、本社を曲金本店ビルに移転
- 1989年（平成元年）販売方法を対面式からチョイス式に変更
- 1991年（平成3年）9月 焼津工場稼働
- 1997年（平成9年）9月 静岡工場・清水工場の統合、焼津工場・藤枝工場の統合。かねてより赤字経営が続いていた同業他社の「あさひや」（県西部のみ店舗展開）を吸収合併した。なお、合併前も天神屋独自に県西部でロードサイド店を展開をしていた。
- 2000年（平成12年）60店舗展開
- 2001年（平成13年）米久グループである時之栖の子会社となる。
- 2002年（平成14年）8月 会員カード導入
- 2003年（平成15年）100店舗展開
- 2004年（平成16年）4月 静岡工房を焼津工房と統合し、焼津工房の名称を静岡工房に変更
- 2012年（平成24年）4月 新東名高速道路のサービスエリア・パーキングエリアに8店舗出店
- 2013年（平成25年）会員カード廃止(社員が試食して決める厳選国産米に変更)
- 2014年（平成26年）吸収合併した旧「あさひや」の店舗では、食堂スタイルやメニュー（あさひやの人気メニュは、カツカレー、そば、うどん）を踏襲していたが、4月13日の笠井街道恒武町の閉店を以って、西部地区のロードサイド店の経営から撤退した。これに伴って旧「あさひや」で展開していた店舗が全て消滅し県中東部のみの展開となる。
- 2016年（平成28年）29店舗まで減少(不採算店舗の閉店等の経営合理化)
- 2017年（平成29年）5月 既存株式の100%減資と、エクリプス日高[2]を引受先とする第三者割当増資による資金調達を実施、時之栖を離れエクリプス日高の子会社として経営再建を行っていくことが発表された。[3](主力商品の国産化)
- 2018年（平成30年）12月 27店舗展開
- 2019年（令和元年）11月 創業65周年を迎える。
- 2020年（令和2年）11月12日 フードパーク KADODE OOIGAWA内にKADODE OOIGAWA店[4]を出店（同社系列店のソフトクリーム専門店「門出ソフトクリーム」も併設・同時オープン）
- 2020年（令和2年）12月 28店舗展開

## 人気メニュー
おむすびや静岡おでんが有名。

### おむすび
- 天神屋の店舗では「静岡はおむすび県」の建て看板を立てている。

2002年（平成14年）から、「げんこつむすび」なる丸型の大きなおむすびが登場している。
- たぬきむすび - 天かす、ネギ、醤油を混ぜたもので、賄い料理から商品化された。

### 静岡おでん
- 季節問わず一年中買うことが出来る。
- 店先には「静岡名物 しぞーかおでん」の白い提灯を掲げている。

## キャッチフレーズ
- キャッチフレーズは「ここは静岡、テンジンヤ」又は「安くて美味しいテンジンヤ」

## 由来
- 天神屋の紋には梅鉢が使われているが、この由来は学問の神として知られる菅原道真公に起因している。[5]
- 静岡県志太地区のひなまつりでは、天神（菅原道真公）の人形を男の子に送る風習があり、人形店の屋号は"天神屋"という名前を使うことが多かった。[5]
- 菅原道真公は幼少のころから絶筆となるまで、和歌や漢詩に梅を読むことが多く梅を好んでいたことから天神（雷神）として信仰されてきた道真公の御門である梅鉢と名前がロゴマークの由来となっている。[5]

## その他
- IAIスタジアム日本平の場内では天神屋の立て看板が建っている。
- 赤い屋根に虹の模様がトレードマーク。
- 浜松市等、県西部地区では、通常の天神屋の店舗に加えて、1997年以降は旧「あさひや」時代からの名残で、ラーメン・蕎麦・うどんの麺類や、定食、丼物を食べることが出来るレストランも併設されていた。他、うなぎ料理店・うどん店・和風レストランもかつて存在していた。
- 天神屋会員カードという物がかつて存在しており、カード発行料は105円で1年間有効。内容はおむすびが1個84円で購入出来る（毎月6、16、26日は1個74円）物であったが、2013年2月28日をもって終了した。
- 2012年には新東名高速道路の開通に合わせ、駿河湾沼津サービスエリア（NEOPASA駿河湾沼津）、静岡サービスエリア（NEOPASA静岡）、浜松サービスエリア（NEOPASA浜松）、掛川パーキングエリアにも出店している。パーキングエリアでは通常の天神屋の店舗に加えて、シャワーやコインランドリーも設置している所がある。
- おむすびや弁当の米は2012年以前は地元静岡県産の米を使用していたが、それ以降は日本国内の他の地域の米に変更されている。又、おむすびも2012年以前は手作業で作られていたが、現在は機械加工での製造に変更されている。
- 愛知県豊川市には、同名の人形店が立地しているが、当社とは一切無関係である。

## 出店地域
- 静岡地区 11店舗
- 静岡県東部地区 5店舗
- 静岡県中遠地区 3店舗
- 新東名高速道路サービスエリア・パーキングエリア 8店舗
- その他店舗 1店舗

2000年代後半頃からの数年間は東京都や神奈川県に数店舗出店していたが、現在は全て閉店している。又、2014年以降は全ての店舗が掛川市から東の静岡県内のみの出店に絞られている。2016年以降、商業施設等のテナントとして出店する事が多く、天神屋と同じく静岡県のみに店舗展開する杏林堂のテナントとして出店しているケースも多くなっている。